# Fucino

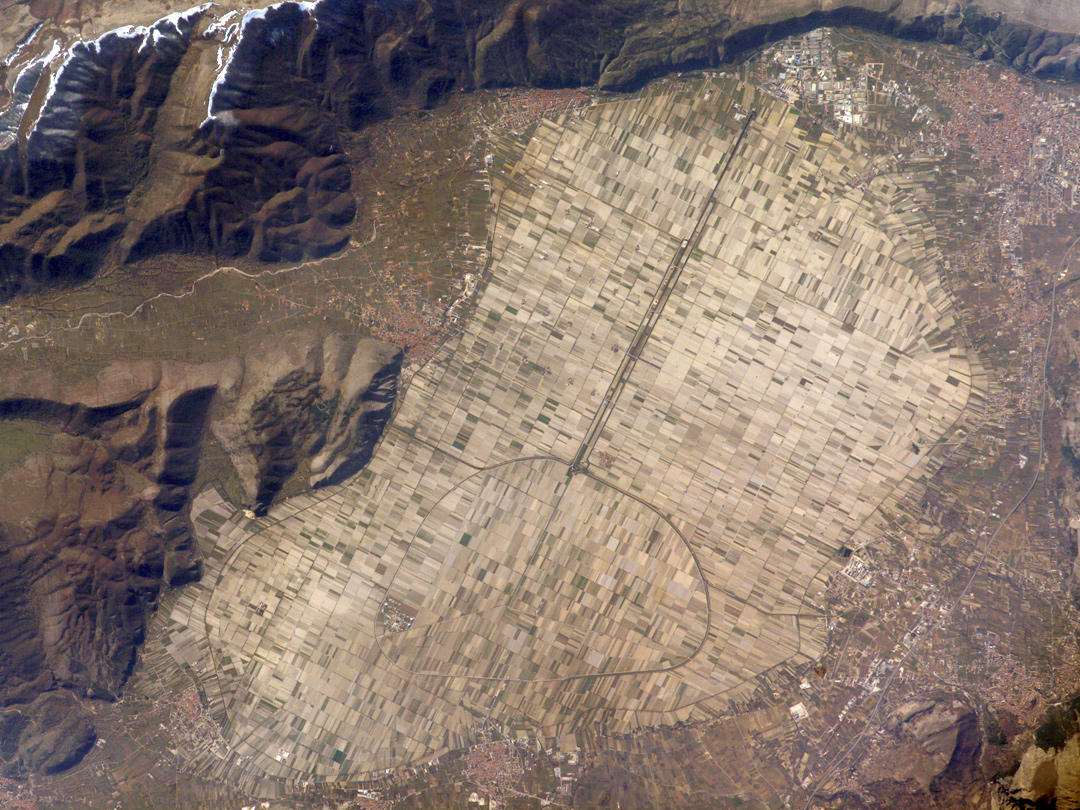
El lago Fucino visto desde imágenes satelitales (post-drenaje).

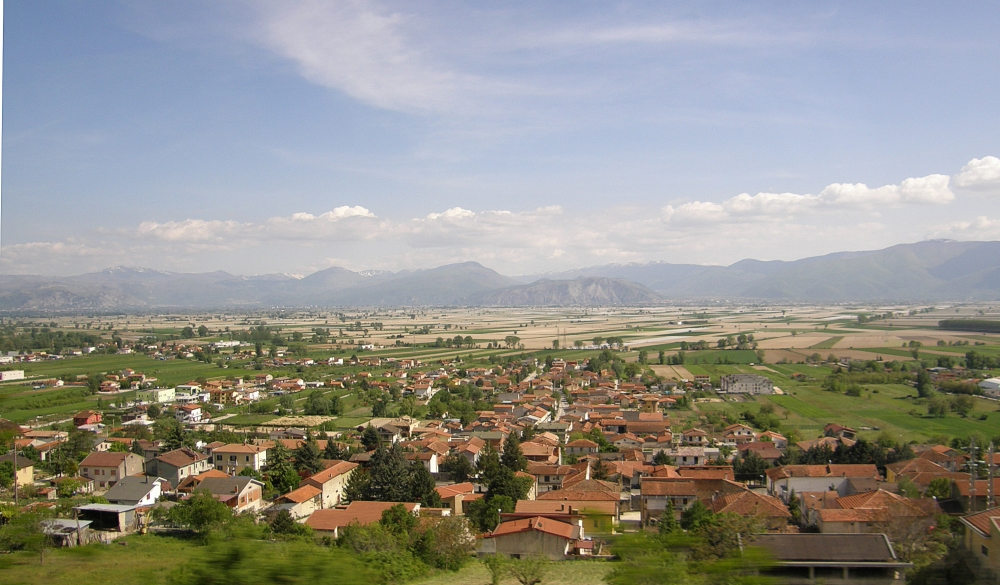
La llanura de Fucino, desde cerca de la Autostrada 25.

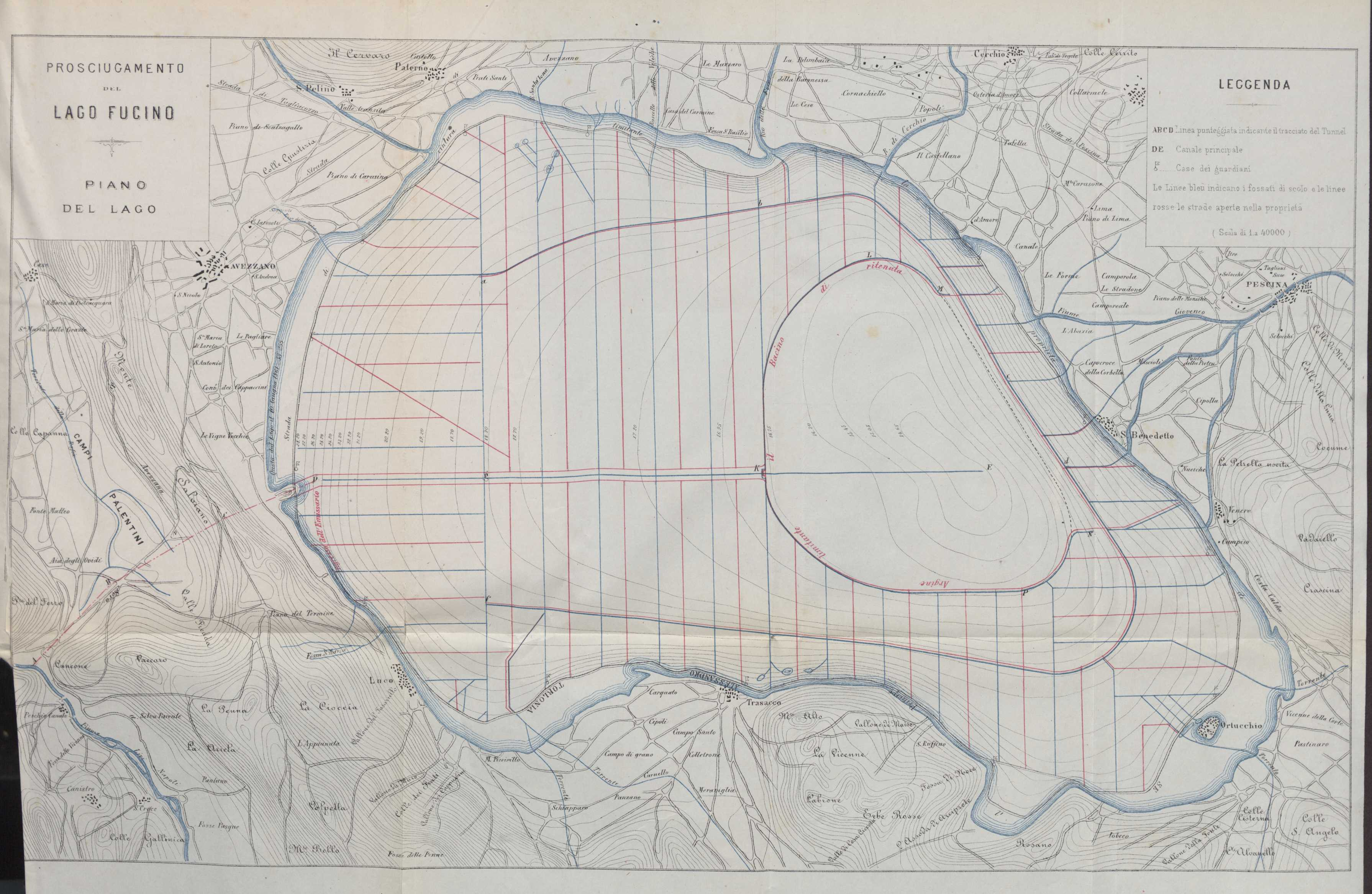
Plano del lago, 1875.

El lago Fucino era un gran lago endorreico en el oeste de Abruzzo, Italia central, que se extendía desde Avezzano en el noroeste hasta Ortucchio en el sureste y tocando Trasacco en el suroeste. Una vez el tercer lago más grande de Italia, fue drenado por completo en 1878.

## Historia
Los romanos conocían el lago como Fucinus Lacus y fundaron asentamientos en sus orillas, incluido Marruvium, hoy San Benedetto dei Marsi. Fue el sitio de la Batalla del Lago Fucino en el 89 a. C.; sin embargo, aunque el lago proporcionó suelo fértil y una gran cantidad de peces, también se creía que albergaba malaria y, al no tener un desagüe natural, inundaba repetidamente la tierra cultivable circundante. El emperador Claudio intentó controlar el nivel máximo del lago excavando un túnel de drenaje de 5,6 km a través del Monte Salviano conocido como Túneles de Claudio, lo que requirió de 30.000 trabajadores y once años de obras.
El lago original tenía un área fluctuante de aproximadamente 140 km² que la iniciativa de Claudio pudo haber reducido a aproximadamente 90 km². Adriano amplió y profundizó un canal colector de 4,5 km, lo que redujo el área del lago a unos 57 km².
Cuando cayó el Imperio, se detuvo el mantenimiento del sistema de drenaje romano, y los sedimentos y la vegetación bloquearon el canal colector.
En el siglo XIX, el ingeniero suizo Jean François Mayor de Montricher recibió el encargo del príncipe Alessandro Torlonia de drenar el lago. Un canal de 6,3 km de largo y 21 m de ancho se inició en 1862 y después de más de 13 años, el lago se drenó por completo. La llanura resultante es una de las regiones más fértiles de Italia. Antigüedades de la ocupación romana del territorio, tras el primer drenaje, pasaron a formar parte de la colección de Torlonia.